# Списак потпредседника Сједињених Америчких Држава
| Број потпредседника по партијској припадности | Број потпредседника по партијској припадности |
| --------------------------------------------- | --------------------------------------------- |
| републиканаца                                 | 21                                            |
| демократа                                     | 18                                            |
| демократа-републиканаца                       | 6                                             |
| виговаца                                      | 2                                             |
| федералиста                                   | 1                                             |

На дужности Потпредседника Сједињених Држава је до сада било 50 људи, од Џона Адамса до Џеј-Ди Венса. На почетку је потпредседник постајао кандидат који би освојио друго место по броју гласова за председника од стране Електорског колеџа. Међутим, на изборима 1800. године, нерешен исход у Електорском колеџу између Томаса Џеферсона и Арона Бера, је довео до тога да председника бира Представнички дом. Како би се избегло да се оваква ситуација понови, Уставу Сједињених Држава је додат дванаести амандман, који је прописао систем који је и данас на снази, по коме електори одвојено гласају за потпредседника.
Потпредседник има неколико овлашћења и дужности које су експлицитно наведене у Уставу. Примарна функција потпредседника је да преузме дужност председника у случају да председник умре, да оставку или буде опозван са дужности. Девет особа је преузело дужност председника на овај начин: осморица након председникове смерти, а један (Џералд Форд) након што је председник дао оставку. Осим тога, потпредседник служи као председник Сената и може да одлучи да пресуди у нерешеним гласањима у Сенату. Потпредседници су користили ово овлашћење у различитим мерама током година. Бивши потпредседник Џон Нанс Гарнер, је 1960. за позицију потпредседника рекао да „није вредна ни кофе топле пишаћке“.
Пре доношења 25. амандмана, упражњено место потпредседника се није могло попунити све до следећих избора. Такве ситуације су биле уобичајене; шеснаест пута се догодило да место потпредседника остане празно пре него што је ратификован 25. амандман - као резултат седам смртних случајева, једне оставке (Џон К. Калхун, који је дао оставку како би ушао у Конгрес), и осам случајева у којима је потпредседник наследио председника. Овај амандман је омогућио да се упражњено место попуни особом коју је поставио председник, а одобрила оба дома Конгреса. Од доношења 25. амандмана, два празна места су попуњена на овај начин, Џералд Форд из Мичигена 1973, и Нелсон Рокфелер из Њујорка, 1974.
До сада су потпредседници бирани из 21 државе. Више од половине њих је дошло из само пет држава, Њујорк (11), Индијана (6), Масачусетс (4), Кентаки (3), и Тексас (3). Већина потпредседника је било у својим педесетим или шездесетим годинама, и имали су претходно политичко искуство у време преузимања дужности.

## Списак потпредседника
Партије
| бр. | Потпредседник                       | Потпредседник                       | Држава         | Трајање мандата     | Трајање мандата                                   | Партија                 | Мандат (избори) | Председник | Председник    | Напомене          |
| --- | ----------------------------------- | ----------------------------------- | -------------- | ------------------- | ------------------------------------------------- | ----------------------- | --------------- | ---------- | ------------- | ----------------- |
| 1   | Џон Адамс                           | Џон Адамс (1735–1826)               | Масачусетс     | 21. април 1789.     | 4. март 1797.                                     | федералиста             | 1. (1789)       |            | Вашингтон     | [ н. 1 ]          |
| 1   | Џон Адамс                           | Џон Адамс (1735–1826)               | Масачусетс     | 21. април 1789.     | 4. март 1797.                                     | федералиста             | 2. (1792)       |            | Вашингтон     | [ н. 1 ]          |
| 2   | Томас Џеферсон                      | Томас Џеферсон (1743–1826)          | Вирџинија      | 4. март 1797.       | 4. март 1801.                                     | демократа -републиканац | 3. (1796)       |            | Адамс         |                   |
| 3   | Арон Бер                            | Арон Бер (1756–1836)                | Њујорк         | 4. март 1801.       | 4. март 1805.                                     | демократа -републиканац | 4. (1800)       |            | Џеферсон      |                   |
| 4   | Џорџ Клинтон                        | Џорџ Клинтон (1739–1812)            | Њујорк         | 4. март 1805.       | 20. април 1812. (умро)                            | демократа -републиканац | 5. (1804)       |            | Џеферсон      |                   |
| 4   | Џорџ Клинтон                        | Џорџ Клинтон (1739–1812)            | Њујорк         | 4. март 1805.       | 20. април 1812. (умро)                            | демократа -републиканац | 6. (1808)       |            | Медисон       | [ н. 2 ]          |
| 1   | упражњено услед смрти               | упражњено услед смрти               |                | 20. април 1812.     | 4. март 1813.                                     |                         | 6. (1808)       |            | Медисон       |                   |
| 5   | Елбриџ Џери                         | Елбриџ Џери (1744–1814)             | Масачусетс     | 4. март 1813.       | 23. новембар 1814. (умро)                         | демократа -републиканац | 7. (1812)       | [ н. 2 ]   | Медисон       |                   |
| 2   | упражњено услед смрти               | упражњено услед смрти               |                | 23. новембар 1814.  | 4. март 1817.                                     |                         | 7. (1812)       |            | Медисон       |                   |
| 6   | Данијел Томпкинс                    | Данијел Д. Томпкинс (1774–1825)     | Њујорк         | 4. март 1817.       | 4. март 1825.                                     | демократа -републиканац | 8. (1816)       |            | Монро         |                   |
| 6   | Данијел Томпкинс                    | Данијел Д. Томпкинс (1774–1825)     | Њујорк         | 4. март 1817.       | 4. март 1825.                                     | демократа -републиканац | 9. (1820)       |            | Монро         |                   |
| 7   | Џон К. Калхун                       | Џон К. Калхун (1782–1850)           | Јужна Каролина | 4. март 1825.       | 28. децембар 1832. (дао оставку)                  | демократа -републиканац | 10. (1824)      |            | Џ. К. Адамс   | [ н. 3 ]          |
|     | Џон К. Калхун                       | Џон К. Калхун (1782–1850)           | Јужна Каролина | 4. март 1825.       | 28. децембар 1832. (дао оставку)                  | демократа               | 11. (1828)      |            | Џексон        | [ н. 3 ]          |
| 3   | упражњено услед оставке             | упражњено услед оставке             |                | 28. децембар 1832.  | 4. март 1833.                                     |                         | 11. (1828)      |            | Џексон        |                   |
| 8   | Мартин ван Бјурен                   | Мартин ван Бјурен (1782–1862)       | Њујорк         | 4. март 1833.       | 4. март 1837.                                     | демократа               | 12. (1832)      |            | Џексон        |                   |
| 9   | Ричард Ментор Џонсон                | Ричард Ментор Џонсон (1780–1850)    | Кентаки        | 4. март 1837.       | 4. март 1841.                                     | демократа               | 13. (1836)      |            | ван Бјурен    |                   |
| 10  | Џон Тајлер                          | Џон Тајлер (1790–1862)              | Вирџинија      | 4. март 1841.       | 4. април 1841. (преузео дужност председника)      | виговац                 | 14. (1840)      |            | В. Х. Харисон | [ 24 ]            |
| 4   | упражњено услед преузимања дужности | упражњено услед преузимања дужности |                | 4. април 1841.      | 4. март 1845.                                     |                         | 14. (1840)      |            | Тајлер        |                   |
| 11  | Џорџ М. Далас                       | Џорџ. М. Далас (1792–1864)          | Пенсилванија   | 4. март 1845.       | 4. март 1849.                                     | демократа               | 15. (1844)      |            | Полк          |                   |
| 12  | Милард Филмор                       | Милард Филмор (1800–1874)           | Њујорк         | 4. март 1849.       | 9. јул 1850. (преузео дужност председника)        | виговац                 | 16. (1848)      |            | Тејлор        | [ н. 4 ]          |
| 5   | упражњено услед преузимања дужности | упражњено услед преузимања дужности |                | 9. јул 1850.        | 4. март 1853.                                     |                         | 16. (1848)      |            | Филмор        |                   |
| 13  | Вилијам Р. Кинг                     | Вилијам Р. Кинг (1786–1853)         | Алабама        | 4. март 1853.       | 18. април 1853. (умро)                            | демократа               | 17. (1852)      |            | Пирс          | [ н. 5 ] [ н. 2 ] |
| 6   | упражњено услед смрти               | упражњено услед смрти               |                | 18. април 1853.     | 4. март 1857.                                     |                         | 17. (1852)      |            | Пирс          |                   |
| 14  | Џон К. Брекинриџ                    | Џон К. Брекинриџ (1821–1875)        | Кентаки        | 4. март 1857.       | 4. март 1861.                                     | демократа               | 18. (1856)      |            | Бјукенан      |                   |
| 15  | Ханибал Хамлин                      | Ханибал Хамлин (1809–1891)          | Мејн           | 4. март 1861.       | 4. март 1865.                                     | републиканац            | 19. (1860)      |            | Линколн       |                   |
| 16  | Ендру Џонсон                        | Ендру Џонсон (1808–1875)            | Тенеси         | 4. март 1865.       | 15. април 1865. (преузео дужност председника)     | демократа               | 20. (1864)      | [ н. 4 ]   | Линколн       |                   |
| 7   | упражњено услед преузимања дужности | упражњено услед преузимања дужности |                | 15. април 1865.     | 4. март 1869.                                     |                         | 20. (1864)      |            | Е. Џонсон     |                   |
| 17  | Скајлер Колфакс                     | Скајлер Колфакс (1823–1885)         | Индијана       | 4. март 1869.       | 4. март 1873.                                     | републиканац            | 21. (1868)      |            | Грант         |                   |
| 18  | Хенри Вилсон                        | Хенри Вилсон (1812–1875)            | Масачусетс     | 4. март 1873.       | 22. новембар 1875. (умро)                         | републиканац            | 22. (1872)      | [ н. 2 ]   | Грант         |                   |
| 8   | упражњено услед смрти               | упражњено услед смрти               |                | 22. новембар 1875.  | 4. март 1877.                                     |                         | 22. (1872)      |            | Грант         |                   |
| 19  | Вилијам А. Вилер                    | Вилијам А. Вилер (1819–1887)        | Њујорк         | 4. март 1877.       | 4. март 1881.                                     | републиканац            | 23. (1876)      |            | Хејз          |                   |
| 20  | Честер А. Артур                     | Честер А. Артур (1829–1886)         | Њујорк         | 4. март 1881.       | 19. септембар 1881. (преузео дужност)             | републиканац            | 24. (1880)      |            | Гарфилд       | [ н. 4 ]          |
| 9   | упражњено услед преузимања дужности | упражњено услед преузимања дужности |                | 19. септембар 1881. | 4. март 1885.                                     |                         | 24. (1880)      |            | Артур         |                   |
| 21  | Томас Хендрикс                      | Томас Е. Хендрикс (1819–1885)       | Индијана       | 4. март 1885.       | 25. новембар 1885. (умро)                         | демократа               | 25. (1884)      |            | Кливленд      | [ н. 2 ]          |
| 10  | упражњено услед смрти               | упражњено услед смрти               |                | 25. новембар 1885.  | 4. март 1889.                                     |                         | 25. (1884)      |            | Кливленд      |                   |
| 22  | Ливи Мортон                         | Ливи П. Мортон (1824–1920)          | Њујорк         | 4. март 1889.       | 4. март 1893.                                     | републиканац            | 26. (1888)      |            | Б. Херисон    |                   |
| 23  | Адлеј Ј. Стивенсон                  | Адлеј Стивенсон I (1835–1914)       | Илиноис        | 4. март 1893.       | 4. март 1897.                                     | демократа               | 27. (1892)      |            | Кливленд      |                   |
| 24  | Гарет Хобарт                        | Гарет Хобарт (1844–1899)            | Џу Џерзи       | 4. март 1897.       | 21. новембар 1899 (умро)                          | републиканац            | 28. (1896)      |            | Макинли       | [ н. 2 ]          |
| 11  | упражњено услед смрти               | упражњено услед смрти               |                | 21. новембар 1899.  | 4. март 1901.                                     |                         | 28. (1896)      |            | Макинли       |                   |
| 25  | Теодор Рузвелт                      | Теодор Рузвелт (1858–1919)          | Њујорк         | 4. март 1901.       | 14. септембар 1901. (преузео дужност председника) | републиканац            | 29. (1900)      | [ н. 4 ]   | Макинли       |                   |
| 12  | упражњено услед преузимања дужности | упражњено услед преузимања дужности |                | 14. септембар 1901. | 4. март 1905.                                     |                         | 29. (1900)      |            | Т. Рузвелт    |                   |
| 26  | Чарлс В. Фербанкс                   | Чарлс В. Фербанкс (1852–1918)       | Индијана       | 4. март 1905.       | 4. март 1909.                                     | републиканац            | 30. (1904)      |            | Т. Рузвелт    |                   |
| 27  | Џејмс С. Шерман                     | Џејмс С. Шерман (1855–1912)         | Њујорк         | 4. март 1909.       | 30. окробар, 1912. (умро)                         | републиканац            | 31. (1908)      |            | Тафт          | [ н. 2 ]          |
| 13  | упражњено услед смрти               | упражњено услед смрти               |                | 30. октобар 1912.   | 4. март 1913.                                     |                         | 31. (1908)      |            | Тафт          |                   |
| 28  | Томас Р. Маршал                     | Томас Р. Маршал (1854–1925)         | Индијана       | 4. март 1913.       | 4. март 1921.                                     | демократа               | 32. (1912)      |            | Вилсон        |                   |
| 28  | Томас Р. Маршал                     | Томас Р. Маршал (1854–1925)         | Индијана       | 4. март 1913.       | 4. март 1921.                                     | демократа               | 33. (1916)      |            | Вилсон        |                   |
| 29  | Калвин Кулиџ                        | Калвин Кулиџ (1872–1933)            | Масачусетс     | 4. март 1921.       | 2. август 1923. (преузео дужност председника)     | републиканац            | 34. (1920)      |            | Хардинг       | [ н. 4 ]          |
| 14  | упражњено услед преузимања дужности | упражњено услед преузимања дужности |                | 2. август 1923.     | 4. март 1925.                                     |                         | 34. (1920)      |            | Кулиџ         |                   |
| 30  | Чарлс Г. Доз                        | Чарлс Г. Доз (1865–1951)            | Илиноис        | 4. март 1925.       | 4. март 1929.                                     | републиканац            | 35. (1924)      |            | Кулиџ         |                   |
| 31  | Чарлс Кертис                        | Чарлс Кертис (1860–1936)            | Канзас         | 4. март 1929.       | 4. март 1933.                                     | републиканац            | 36. (1928)      |            | Хувер         |                   |
| 32  | Џон Нанс Гарнер                     | Џон Нанс Гарнер (1868–1967)         | Тексас         | 4. март 1933.       | 20. јануар 1941.                                  | демократа               | 37. (1932)      |            | Ф. Д. Рузвелт |                   |
| 32  | Џон Нанс Гарнер                     | Џон Нанс Гарнер (1868–1967)         | Тексас         | 4. март 1933.       | 20. јануар 1941.                                  | демократа               | 38. (1936)      |            | Ф. Д. Рузвелт |                   |
| 33  | Хенри Е. Волас                      | Хенри Е. Волас (1888–1965)          | Ајова          | 20. јануар 1941.    | 20. јануар 1945.                                  | демократа               | 39. (1940)      |            | Ф. Д. Рузвелт |                   |
| 34  | Хари С. Труман                      | Хари С. Труман (1884–1972)          | Мисури         | 20. јануар 1945.    | 12. април 1945. (преузео дужност председника)     | демократа               | 40. (1944)      | [ н. 4 ]   | Ф. Д. Рузвелт |                   |
| 15  | упражњено услед преузимања дужности | упражњено услед преузимања дужности |                | 12. април 1945      | 20. јануар 1949.                                  |                         | 40. (1944)      |            | Труман        |                   |
| 35  | Олбен Баркли                        | Олбен Баркли (1877–1956)            | Кентаки        | 20. јануар 1949.    | 20. јануар 1953.                                  | демократа               | 41. (1948)      |            | Труман        |                   |
| 36  | Ричард Никсон                       | Ричард Никсон (1913–1994)           | Калифорнија    | 20. јануар 1953.    | 20. јануар 1961.                                  | републиканац            | 42. (1952)      |            | Ајзенхауер    |                   |
| 36  | Ричард Никсон                       | Ричард Никсон (1913–1994)           | Калифорнија    | 20. јануар 1953.    | 20. јануар 1961.                                  | републиканац            | 43. (1956)      |            | Ајзенхауер    |                   |
| 37  | Линдон Б. Џонсон                    | Линдон Б. Џонсон (1908–1973)        | Тексас         | 20. јануар 1961.    | 22. новембар 1963. (преузео дужност председника)  | демократа               | 44. (1960)      |            | Кенеди        | [ н. 4 ]          |
| 16  | упражњено услед преузимања дужности | упражњено услед преузимања дужности |                | 22. новембар 1963.  | 20. јануар 1965.                                  |                         | 44. (1960)      |            | Л. Б. Џонсон  |                   |
| 38  | Хјуберт Хамфри                      | Хјуберт Хамфри (1911–1978)          | Минесота       | 20. јануар 1965.    | 20. јануар 1969.                                  | демократа               | 45. (1964)      |            | Л. Б. Џонсон  |                   |
| 39  | Спиро Егњу                          | Спиро Егњу (1918–1996)              | Мериленд       | 20. јануар 1969.    | 10. октобар 1973. (дао оставку)                   | републиканац            | 46. (1968)      |            | Никсон        | [ н. 3 ]          |
| 39  | Спиро Егњу                          | Спиро Егњу (1918–1996)              | Мериленд       | 20. јануар 1969.    | 10. октобар 1973. (дао оставку)                   | републиканац            | 47. (1972)      |            | Никсон        | [ н. 3 ]          |
| 17  | упражњено услед оставке             | упражњено услед оставке             |                | 10. октобар 1973.   | 6. децембар 1973.                                 |                         |                 |            | Никсон        |                   |
| 40  | Џералд Форд                         | Џералд Форд (1913–2006)             | Мичиген        | 6. децембар 1973.   | 9. август 1974. (преузео дужност председника)     | републиканац            | [ н. 6 ]        |            | Никсон        |                   |
| 18  | упражњено услед преузимања дужности | упражњено услед преузимања дужности |                | 9. август 1974.     | 19. децембар 1974.                                |                         |                 | Форд       |               |                   |
| 41  | Нелсон Рокфелер                     | Нелсон Рокфелер (1908–1979)         | Њујорк         | 19. децембар 1974.  | 20. јануар 1977.                                  | републиканац            | [ н. 6 ]        | Форд       |               |                   |
| 42  | Волтер Мондејл                      | Волтер Мондејл (1928–2021)          | Минесота       | 20. јануар 1977.    | 20. јануар 1981.                                  | демократа               | 48. (1976)      |            | Картер        |                   |
| 43  | Џорџ Херберт Вокер Буш              | Џорџ Х. В. Буш (1924–2018)          | Тексас         | 20. јануар 1981.    | 20. јануар 1989.                                  | републиканац            | 49. (1980)      |            | Реган         | [ н. 7 ]          |
| 43  | Џорџ Херберт Вокер Буш              | Џорџ Х. В. Буш (1924–2018)          | Тексас         | 20. јануар 1981.    | 20. јануар 1989.                                  | републиканац            | 50. (1984)      |            | Реган         | [ н. 7 ]          |
| 44  | Ден Квејл                           | Ден Квејл (1947– )                  | Индијана       | 20. јануар 1989.    | 20. јануар 1993.                                  | републиканац            | 51. (1988)      |            | Џ. Х. В. Буш  |                   |
| 45  | Ал Гор                              | Ал Гор (1948– )                     | Тенеси         | 20. јануар 1993.    | 20. јануар 2001.                                  | демократа               | 52. (1992)      |            | Клинтон       |                   |
| 45  | Ал Гор                              | Ал Гор (1948– )                     | Тенеси         | 20. јануар 1993.    | 20. јануар 2001.                                  | демократа               | 53. (1996)      |            | Клинтон       |                   |
| 46  | „Дик“ Чејни                         | Дик Чејни (1941– )                  | Вајоминг       | 20. јануар 2001.    | 20. јануар 2009.                                  | републиканац            | 54. (2000)      |            | Џ. В. Буш     | [ н. 9 ]          |
| 46  | „Дик“ Чејни                         | Дик Чејни (1941– )                  | Вајоминг       | 20. јануар 2001.    | 20. јануар 2009.                                  | републиканац            | 55. (2004)      |            | Џ. В. Буш     | [ н. 9 ]          |
| 47  | Џо Бајден                           | Џо Бајден (1942– )                  | Делавер        | 20. јануар 2009.    | 20. јануар 2017.                                  | демократа               | 56. (2008)      |            | Обама         |                   |
| 47  | Џо Бајден                           | Џо Бајден (1942– )                  | Делавер        | 20. јануар 2009.    | 20. јануар 2017.                                  | демократа               | 57. (2012)      |            | Обама         |                   |
| 48  |                                     | Мајк Пенс (1959– )                  | Индијана       | 20. јануар 2017.    | 20. јануар 2021.                                  | републиканац            | 58. (2016)      |            | Трамп         |                   |
| 49  | Камала Харис                        | Камала Харис (1964– )               | Калифорнија    | 20. јануар 2021.    | 20. јануар 2025.                                  | демократа               | 59. (2020)      |            | Бајден        | -                 |
| 50  |                                     | Џеј-Ди Венс (1984– )                | Охајо          | 20. јануар 2025.    | Тренутно                                          | републиканац            | 60. (2024)      |            | Трамп         | -                 |

## Потпредседници који су постали председници
15 потпредседника је доспело и на функцију председника Сједињених Држава.
- Џон Адамс, изабран за председника 1796.
- Томас Џеферсон, изабран за председника 1800.
- Мартин ван Бјурен, изабран за председника 1836.
- Џон Тајлер, постао председник кад је Вилијам Хенри Харисон умро за време трајања мандата.
- Милард Филмор, постао председник кад је Закари Тејлор умро за време трајања мандата.
- Ендру Џонсон, постао председник када је Абрахам Линколн убијен за време трајања мандата.
- Честер А. Артур, постао председник кад је Џејмс А. Гарфилд убијен за време трајања мандата.
- Теодор Рузвелт, постао председник кад је Вилијам Макинли убијен за време трајања мандата.
- Калвин Кулиџ, постао председник кад је Ворен Г. Хардинг умро за време трајања мандата.
- Хари С. Труман, постао председник кад је Франклин Д. Рузвелт умро за време трајања мандата.
- Линдон Б. Џонсон, постао председник кад је Џон Ф. Кенеди убијен за време трајања мандата.
- Ричард Никсон, изабран за председника 1968. Он је био први на овом списку који није био на дужности потпредседника када је постао председник.
- Џералд Форд, постао председник 1974, кад је Ричард Никсон поднео оставку.
- Џорџ Х. В. Буш, изабран за председника 1988.
- Џо Бајден, изабран за председника 2020.